# Aleksej Andreevič Tillo
Aleksej Andreevič Tillo, in russo Алексей Андреевич Тилло? (Gubernija di Kiev, 13 o 25 novembre 1839 – San Pietroburgo, 30 dicembre 1899 o 11 gennaio 1900), è stato un geografo e cartografo russo, tenente generale dell'esercito imperiale.

## Biografia
Aleksej Tillo proveniva da una famiglia aristocratica francese, il nonno era un ugonotto che si era trasferito a Kiev, ma il padre era cittadino dell'Impero russo. Aleksey entrò nel 1861 all'Accademia militare Michajlovskaja e poi al dipartimento di geodesia dell'Accademia dello Stato Maggiore Nilolaevskaja (Николаевская академия Генерального штаба) di San Pietroburgo (terminata nel 1864). I seguenti due anni si perfezionò presso l'osservatorio di Pulkovo.
La sua più grande opera è stata una mappa ipsometrica della Russia europea (Гипсометрическая карта Европейской России - pubblicata nel 1890 e nel 1896). Era la prima mappa di quel genere e mostrava corrette elevazioni. Per la creazione di questa mappa Tillo fu eletto membro delle Accademie francese delle Scienze (1892). Egli misurò la lunghezza dei principali fiumi russi e condusse o il lavoro di rilevamento sulla differenza di livello del mar Caspio e del lago di Aral. È inoltre autore di una serie di opere sul geomagnetismo e la meteorologia.

## Onorificenze e luoghi dedicati
Gli sono state conferite le seguenti onorificenze:
- Ordine di San Stanislao, cavaliere di II classe (1869)
- Ordine di Sant'Anna, cavaliere di II classe (1873)
- Ordine di San Vladimiro, cavaliere di IV classe (1876)
- Ordine di San Vladimiro, cavaliere di III classe (1879)
- Ordine di San Stanislao, cavaliere di I classe (1885)
- Ordine di Sant'Anna, cavaliere di I classe (1888)
- Ordine di San Vladimiro, cavaliere di II classe (1891)
- Ordine dell'Aquila Bianca, cavaliere[3] (1896)

Hanno preso il suo nome:
- Le isole di Tillo (острова Тилло), nel mare di Kara.
- L'isola di Tillo che fa parte dell'arcipelago della Terra di Francesco Giuseppe.